# Конрул
У турској митологији, Конрул, такође Конгрул и Конкрул (азер. Qonrul, قنرل, Гонрул) је дуговечна птица која се циклично регенерише или поново рађа, слично фениксу.

## Опис
Конрул је приказан као крилато створење у облику птице, довољно гигантско да однесе слона. Појављује се као паун са главом пса и канџама лава; понекад међутим и са људским лицем. Има непријатељство према змијама и његово природно станиште је место са пуно воде. За његово перје се каже да је боје бакра, и иако је првобитно описано као пас-птица, касније је приказано са псећом главом.

## Сличност с осталим митолошким птицама
Конрул се често поистовећује са грчким фениксом или персијским симургом. Такође има много запањујућих сличности са индијском Гарудом.